# Championnats du monde de triathlon cross 2016
Navigation
Édition précédente Édition suivante
Les championnats du monde de triathlon cross 2016, organisé par la  Fédération internationale de triathlon (ITU) depuis 2011, se déroulent le 18 novembre 2016 à Snowy Mountains en Australie. Les triathlètes élites se sont affrontés lors d'une épreuve sur distance M, comprenant 1500 mètres de natation, 32,8 km de vélo tout terrain (VTT) et 10 km de course à pied hors route. Les épreuves en relais mixte, de paratriathlon cross, juniors et amateurs sont également organisées lors de ces rencontres internationales

## Résultats
Les tableaux présentent les « Top 10 » hommes et femmes des championnats du monde.
| Position           | Triathlète      | Pays             | Temps           |
| ------------------ | --------------- | ---------------- | --------------- |
| Médaille d'or      | Ruben Ruzafa    | Espagne          | 2 h 34 min 25 s |
| Médaille d'argent  | Josiah Middaugh | États-Unis       | 2 h 37 min 43 s |
| Médaille de bronze | Braden Currie   | Nouvelle-Zélande | 2 h 38 min 14 s |
| 4                  | Brice Daubord   | France           | 2 h 40 min 12 s |
| 5                  | Ben Allen       | Australie        | 2 h 40 min 49 s |
| 6                  | Rom Akerson     | Costa Rica       | 2 h 43 min 5 s  |
| 7                  | Sam Osborne     | Nouvelle-Zélande | 2 h 44 min 40 s |
| 8                  | Oliver Shaw     | Nouvelle-Zélande | 2 h 44 min 47 s |
| 9                  | Branden Rakita  | États-Unis       | 2 h 47 min 45 s |
| 10                 | Brian Smith     | États-Unis       | 2 h 47 min 53 s |

| Position           | Triathlète             | Pays             | Temps           |
| ------------------ | ---------------------- | ---------------- | --------------- |
| Médaille d'or      | Flora Duffy            | Bermudes         | 2 h 54 min 11 s |
| Médaille d'argent  | Barabara Riveros       | Chili            | 2 h 58 min 5 s  |
| Médaille de bronze | Suzanne Snyder         | États-Unis       | 3 h 5 min 45 s  |
| 4                  | Charlotte McShane      | Australie        | 3 h 8 min 13 s  |
| 5                  | Myriam Guillot-Boisset | France           | 3 h 10 min 39 s |
| 6                  | Elizabeth Orchard      | Nouvelle-Zélande | 3 h 14 min 41 s |
| 7                  | Jacquiline Slack       | Royaume-Uni      | 3 h 14 min 14 s |
| 8                  | Catherine Sterling     | États-Unis       | 3 h 15 min 36 s |
| 9                  | Jessica Simpson        | Australie        | 3 h 17 min 25 s |
| 10                 | Renata Bucher          | Suisse           | 3 h 23 min 26 s |